# Margot Eskens
Pour les articles homonymes, voir Eskens.
Margot Eskens (née le 12 août 1936 à Düren et morte au lac de Wörthersee le 29 juillet 2022) est une chanteuse allemande de schlager qui a connu le succès principalement dans les années 1950 et 1960.

## Biographie
Après un apprentissage d'assistante dentaire, elle remporte le concours de jeunes chanteurs organisé par Polydor, ce qui lui permet d'enregistrer le titre Moulin Rouge. C'est un grand succès qui aboutit à la signature d'un contrat. En octobre 1955, elle enregistre Ich möchte heut ausgehn. Elle est numéro un des ventes en 1956 avec Tiritomba et en 1957 avec Cindy, Oh Cindy. Elle a aussi du succès dans son duo avec Silvio Francesco puis d'autres avec René Carol, Willy Hagara, Udo Jürgens, Will Brandes ou Peter Alexander.
Elle doit son succès au travail du parolier et producteur Kurt Feltz (de), avec qui elle travaille jusqu'en 1961. Elle collabore ensuite avec Hans Bertram (de). Leur première chanson, Ein Herz, das kann man nicht kaufen, marche en 1962. Avec ce titre, elle participe au Deutsche Schlager-Festspiele. Elle finit troisième derrière Cornelia Froboess, la gagnante, et Siw Malmkvist.
En 1963, Heidi Brühl est nommée directement pour représenter l'Allemagne au Concours Eurovision de la chanson 1963; elle ne le pourra pour raison de santé. Margot Eskens la remplace et chante à sa place la chanson Marcel qui a été faite pour elle. On fait de nouveau appel à elle - directement- pour le concours de 1966 avec le titre Die Zeiger der Uhr et finit dixième.
Par la suite, son succès s'estompe. Ses contrats avec CBS et Columbia sont des échecs, même si, en 1977, la chanson Denk nicht an morgen apparaît brièvement dans les meilleures ventes. À la mort de son mari, elle se retire au bord du lac de Wörthersee, en Carinthie. En 2013, les médecins lui ayant diagnostiqué la maladie d'Alzheimer, elle est internée en maison de soins.

## Discographie
Singles
- Ich möcht heut ausgehn, 1955.
- Tiritomba, 1956.
- Mamatschi, 1956.
- In dem kleinen Cafe, 1956.
- Peterle, 1956.
- Cindy oh Cindy, 1957.
- Calypso Italiano, 1957. (avec Silvio Francesco)
- Himmelblaue Serenade, 1958 (avec Silvio Francesco).
- Vergiß nicht so schnell, 1958 (avec Peter Alexander).
- Drei Takte Musik im Herzen, 1959 (avec Udo Jürgens).
- Mondschein-Partie, 1959 (Silvio Francesco).
- Vergiß nicht, daß ich bei dir bin, 1961 (avec René Carol).
- Ich möcht mit dir verheiratet sein (avec Will Brandes).
- Mama, 1964.
- Die Zeiger der Uhr, 1966.
- Das Leben ist schön, 1975.
- Vom Baum gefallen, 2005.

LPs
- Bonjour la France, 1963
- Serenade der Liebe, 1964
- Achterbahn der Liebe, 2010 (pour la Coupe du monde de football de 2010)